# Ionașcu Cupețu
Ionașcu Cupețu (n. 1725, comuna Leu - d. 1797, Slatina), filantrop slătinean, cunoscut pentru înființarea primei școli și a primei unități medicale din Slatina (1792). Ionașcu este cel care a ridicat catedrala din Slatina și cel care a organizat sistemul de aducțiune a apei potabile în oraș.

## Viața
Ionașcu Cupețu sau Sârbu Mazâlu s-a născut în comuna Leu din județul Romanați în anul 1725. S-a stabilit în Slatina la vârsta de 26-28 ani, iar câțiva ani mai târziu s-a căsătorit cu o fată din oraș, Neaga, născută pe la 1749. A cumpărat un teren, pe care se află astăzi catedrala, și care se întinde în jurul ei pe o rază de 50 de metri. S-a ocupat de negoțul cu pește și grâne, a cumpărat diferite locuri, vii, prăvălii și în cele din urmă și moșii. Se spune că ar fi găsit bani și pe locul bisericii. A avut o singură fată, Rada, care a murit de foarte tânără. Neavând alți copii și crezând poate, cum se zice în popor, că banii aceia găsiți au fost jurați, adică n-au fost buni și de aceea li s-a întâmplat nenorocirea cu fata, s-a devotat cu totul la fapte creștinești, hotărând să facă o biserică, o școală, un spital și cișmele, cărora să le închine toată averea. Ionașcu a murit în 1797, iar soția sa Neaga în 1838 - se precizează în istoricul Catedralei „Sfântul Gheorghe” din Slatina.

## Testament
„Biserica pentru suflet, școala pentru minte, spitalul pentru trup și cișmelele necesare vitalității”

## Vezi și
- Catedrala din Slatina
- Spitalul Județean de Urgență Slatina

## Galerie imagini

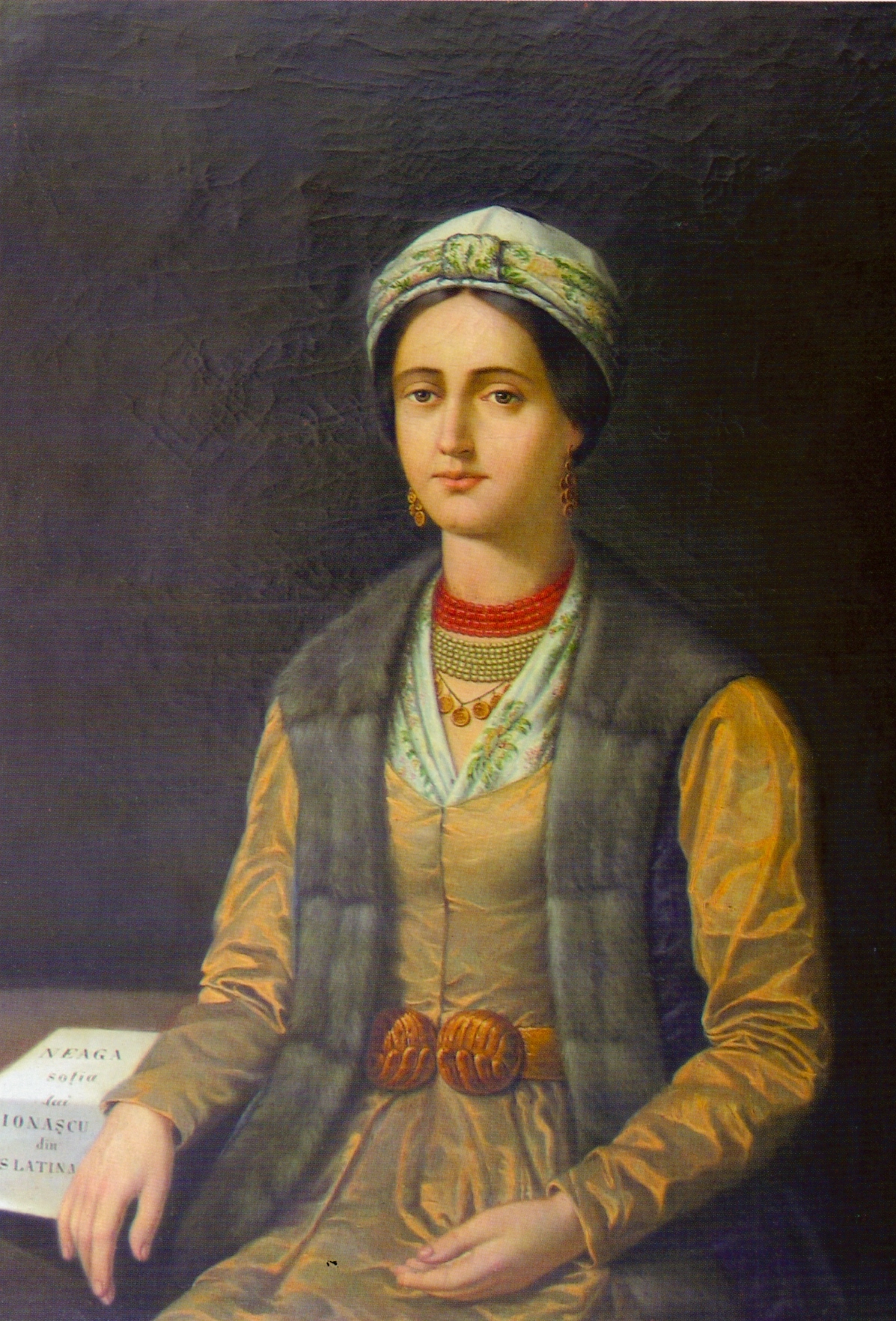
Neaga Ionașcu - portret de Constantin Lecca